# Застава (Чрномель)
Застава (словен. Zastava) — поселення в общині Чрномель, Південно-Східна Словенія, Словенія. Висота над рівнем моря: 164,7 м.